# LDV Group
 LDV Group Limited, precedentemente noto come Leyland DAF Vans, era un'azienda britannica, produttrice di veicoli commerciali, con sede a Washwood Heath, Birmingham fondata nell'aprile 1993 da Rover Group e Leyland DAF.
Nel 2006 fu acquistata dal gruppo russo GAZ, ma la recessione globale e la mancanza di investimenti a lungo termine la portarono nel dicembre 2008 al fallimento e alla sospensione della produzione.
Dopo una serie di tentativi di salvataggio, i diritti di proprietà intellettuale sono stati venduti dagli amministratori PricewaterhouseCoopers a Eco Concept nel 2009, che li ha rivenduti alla cinese SAIC Motor nel 2010.

## Storia

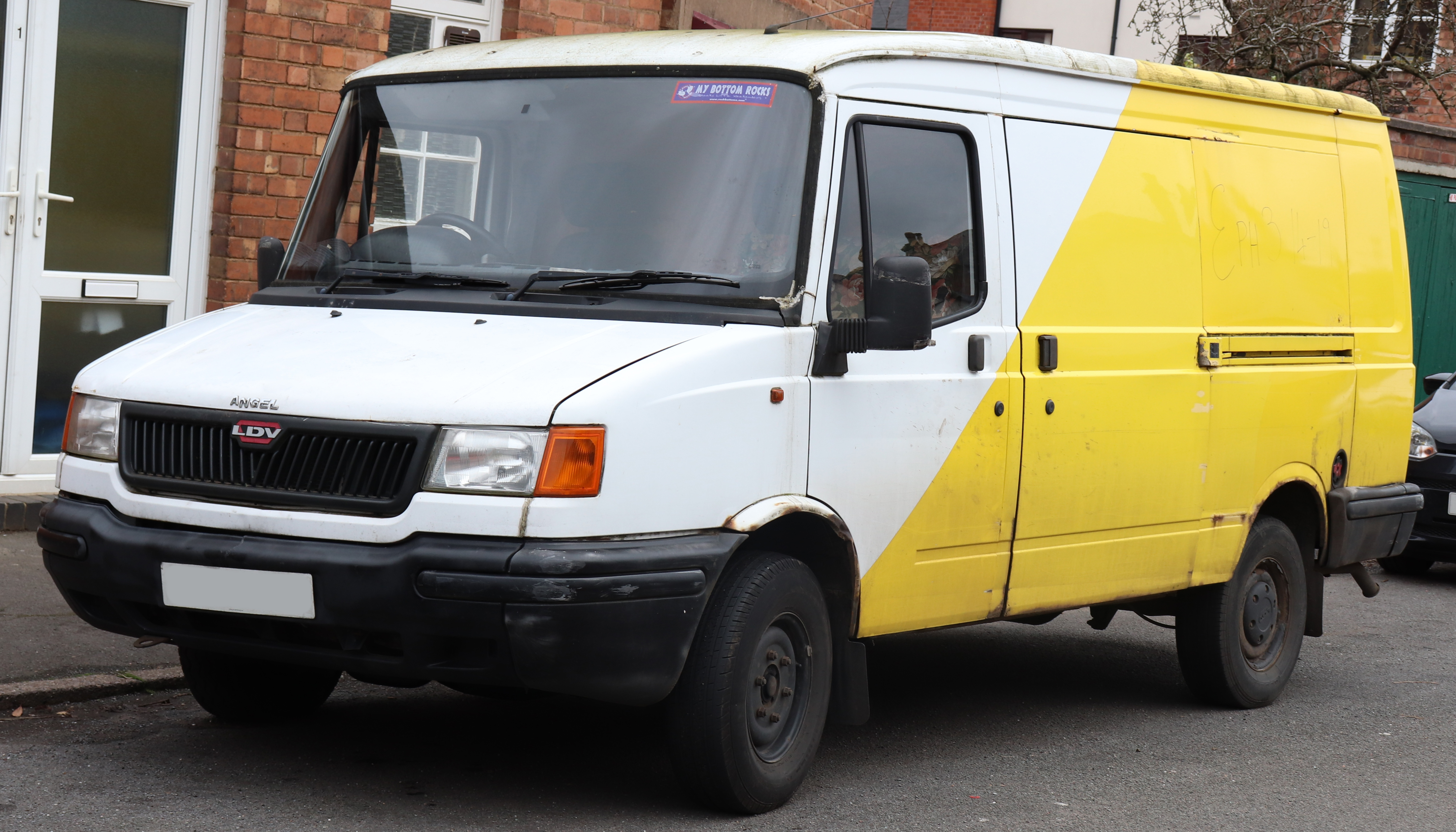
LDV Convoy

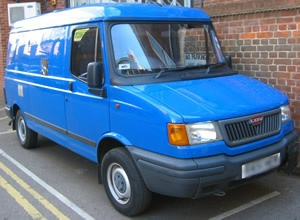
LDV Pilot

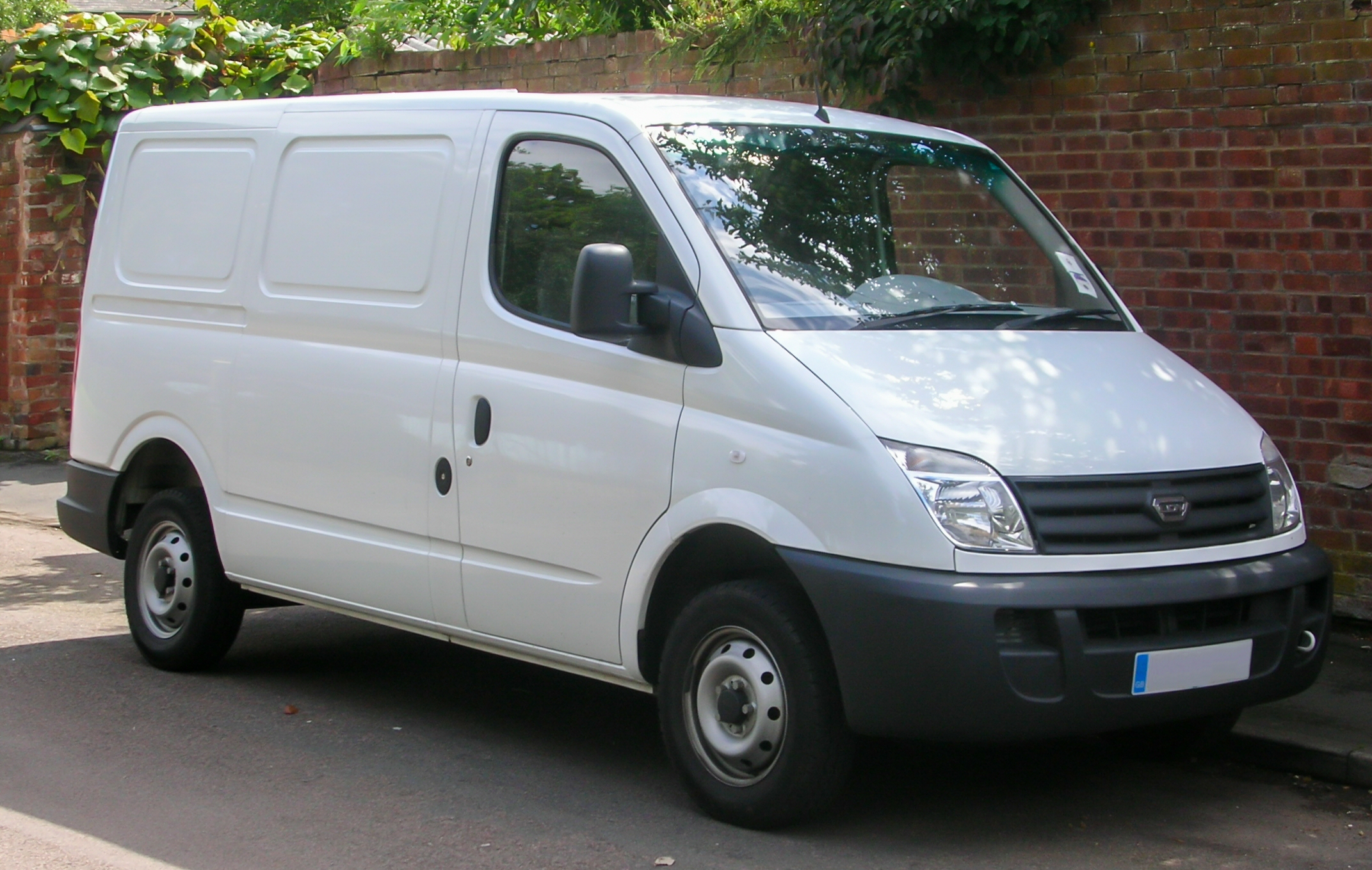
2005 LDV Maxus 2.8 CDi 95 SWB

LDV è stata costituita nell'aprile del 1993 con il nome di Leyland DAF Vans, a seguito dell’acquisto da parte del management di 3i della divisione veicoli commerciali del DAF NV, a seguito della messa in amministrazione della società olandese. È stato rinominato LDV nel gennaio 1994.
Prima della sua fusione tra Leyland Trucks e DAF Trucks nel 1987, faceva parte del gruppo britannico British Leyland/Rover Group, e in seguito divenne la Freight Rover, divisione dei veicoli commerciali del Land Rover Group.
Nel dicembre 2005, dopo essere entrato in amministrazione, LDV è stata acquistata dal gruppo Sun Capital Partners ed è stata oggetto di una ristrutturazione finanziaria.
Il gruppo GAZ ha acquisito LDV il 31 luglio 2006. L'ex dirigente di Ford Europe Martin Leach e l'ex dirigente dell’AT Kearney Steve Young sono stati nominati per gestire l'azienda ed espandere la produzione nello stabilimento di Birmingham LDV aggiungendo nuove linee di prodotti ed entrando in nuovi mercati in Europa e altrove.
GAZ aveva in programma di esportare la tecnologia LDV in Russia e di iniziare a produrre il modello Maxus nello stabilimento GAZ di Nižnij Novgorod in Russia con un volume iniziale di 50.000 unità. C'erano anche proposte per esportare il Maxus in Australia, un mercato storicamente importante per le Leyland britanniche.
Tuttavia, i piani di GAZ non hanno mai mostrato alcun aumento della produzione e, a causa della grave recessione mondiale e della mancanza di investimenti e impegno a lungo termine, la produzione è stata sospesa nello stabilimento LDV di Birmingham nel dicembre 2008. Dopo che il governo britannico tentò ancora una volta di salvare la società accettando di versare 5 milioni di sterline di sovvenzioni per consentire alla malaysiana WestStar Corporation di acquistare LDV. WestStar non è riuscito a garantire il finanziamento.
I diritti di proprietà intellettuale sono stati venduti dagli amministratori PricewaterhouseCoopers alla società Eco Concept il 15 ottobre 2009, che li ha successivamente rivenduti alla cinese SAIC Motor nell'agosto 2010. Quest'ultima ha fondato la casa produttrice SAIC Maxus che ha iniziato la produzione in Cina del modello LDV nel marzo 2011.

## Veicoli
LDV ha prodotto una gamma di furgoni, pick up e minibus, tutti disponibili con varie modifiche e specifiche. I principali clienti di LDV erano grandi società britanniche, come Royal Mail, National Grid plc e molte altre società di servizi pubblici, che furono politicamente persuase ad acquistare veicoli costruiti in Gran Bretagna.

### Sherpa serie 200/400
Restyling dei vecchi Leyland Sherpa. Dopo che la fabbrica entrò in amministrazione controllata nel 1993, e un management supportò l'acquisizione guidata da Allan Amey, i 200 e i 400 ricevettero un restyling e cambiarono nome in LDV Pilot e Convoy.

### Cub
Tra il 1998 e il 2001, LDV ha venduto il Cub, un rebadge della Nissan Vanette Cargo (derivata dalla Nissan Serena e prodotta in Spagna).

### Maxus
L'ultima gamma di furgoni, la Maxus, è stata introdotta alla fine del 2004. Il Maxus era originariamente progettato in joint venture con la sud coreana Daewoo Motors. Daewoo, tuttavia, è entrato in amministrazione controllata nel novembre 2000, prima che il progetto giungesse a compimento.
Successivamente LDV acquisì i diritti esclusivi sul furgone da General Motors, che aveva rilevato Daewoo, acquistò le attrezzature esistenti e le spedì tutte a Birmingham dallo stabilimento di Daewoo in Polonia, dove il furgone originariamente doveva essere costruito. Il Maxus era dotato di motori diesel a iniezione diretta, common rail forniti da VM Motori.

## Sponsorizzazioni
- LDV sponsorizzato:
- Aston Villa Football Club dal 1998 al 2000[15]
- St Mirren Football Club dal 2000 al 2003[16]
- Trofeo EFL dal 2000 al 2006